# Cuneo (cognome)
Cuneo è un cognome di lingua italiana.

## Varianti
Cunei, Cunietti.

## Origine e diffusione
Cognome tipicamente settentrionale, è presente prevalentemente in Liguria, Piemonte e Lombardia.
Potrebbe derivare dal toponimo Cuneo, dal latino cuneus, "cuneo". È semanticamente affine al cognome Cugno.

## Persone
- Andrea Cuneo – disegnatore, fumettista e grafico italiano
- Gildo Cuneo – militare italiano
- Giovanni Battista Cuneo – giornalista, politico e patriota italiano